# 뇌정전경
뇌정전경(China Strike Force, 雷霆戰警)는 당계례 감독, 곽부성, 후지와라 노리카, 임심여, 왕리홍, 마크 다카스코스 주연의 홍콩-미국 합작 액션영화이다. 한국에서 2001년 11월 27일 개봉하였다.

## 줄거리
808팀에서 활동중인 특수경찰 대런(곽부성 역)은 마약밀수를 단속하는 일을 맡고 있다. 동료 알렉스(왕리홍 역)의 여자친구이자 디자이너인 루비(임심여 역)의 패션쇼를 관람하던 중 살인사건이 벌어지고 피해자의 몸속에서 디스켓을 꺼내 달아났던 노리코(후지와라 노리코 역)을 유력한 용의자로 검거하게 된다. 하지만 노리코는 일본 인터폴의 수사관으로 밝혀지고 대런과 알렉스, 노리코는 함께 거대한 국제 마약밀매단의 존재를 쫓게 되는데..

## 출연

### 주연
- 곽부성
- 후지와라 노리카

### 조연
- 쿨리오
- 마크 다카스코스
- 진패
- 유조명
- 노혜광
- 왕리홍
- 임심여
- 원진

## 한국어 더빙 성우진(KBS, 2003년 1월 18일)
- 김승준 - 대런 (곽부성)
- 이원준 - 알렉스 (왕리홍)
- 김순영 - 노리카 (후지와라 노리카)
- 김수중 - 로우 (마크 다카스코스)
- 문선희 - 루비 (린신루)
- 안종국
- 탁원제
- 안종익
- 박규웅
- 박상훈
- 문관일
- 서윤석
- 임진응